# Білогір'ївська сільська рада
| Білогір'ївська сільська рада — колишній орган місцевого самоврядування у Оріхівському районі Запорізької області з адміністративним центром у с. Білогір'я. Історична дата утворення: 1 листопада 1923 року . Водоймища на території, підпорядкованій даній раді: р. Конка. Сільській раді були підпорядковані населені пункти: - с. Білогір'я - с. Лугівське - с. Новопокровка |

## Склад ради
Рада складалася з 12 депутатів та голови.

### Керівний склад ради
| ПІБ                     | Основні відомості                                                 | Дата обрання | Дата звільнення |
| ----------------------- | ----------------------------------------------------------------- | ------------ | --------------- |
| Дунда Віктор Васильович | Сільський голова, 1967 року народження, освіта, позапартійна      | 26.03.2006   | 31.10.2010      |
| Дунда Віктор Васильович | Сільський голова, 1967 року народження, освіта вища, безпартійний | 31.10.2010   |                 |

Примітка: таблиця складена за даними джерела